# Kérsemjén
Kérsemjén község Szabolcs-Szatmár-Bereg vármegyében, a Fehérgyarmati járásban.

## Fekvése
Fehérgyarmattól északnyugatra, a Szatmári-síkság szélén fekszik, a Szamos jobb parti oldalán. A térség fontosabb települései közül Nyíregyháza 80, Mátészalka 23, Fehérgyarmat 9, Tunyogmatolcs 12, Tivadar 10, Panyola 3, Nábrád 2, Szamoskér pedig [légvonalban, a folyó túlpartján] mindössze 1 kilométer távolságra található.
A közvetlen szomszédos települések: északkelet felől Kisar, délkelet felől Nábrád, dél felől Szamoskér, nyugat felől Szamosszeg, északnyugat felől pedig Panyola.

### Megközelítése
Csak közúton közelíthető meg, legegyszerűbben Fehérgyarmaton keresztül, a 4118-as úton; ugyanez az út köti össze Panyolával is. Régebben könnyen elérhető volt Vásárosnamény felől is, de a szamosi kompjáratok visszanyesése némileg visszavetette a község elérését abból az irányból. Távlatilag viszont javulhat a falu megközelítési helyzete, mivel Olcsva és Olcsvaapáti között egy Szamos-híd építését kezdték tervezni 2021-ben a Vásárosnamény-Panyola közti 4119-es útra.

## Nevének eredete
- A Kér név a település igen régi alapítására valló magyar törzsi helynév. A szó feltehetőleg török eredetű, jelentése "roppant nagy, óriás, hatalmas"[4]
- A Semjén utótag a Balog-Semjén nemzetség Semjén ágára utal.

## Története
A Kér eredetileg törzsnév volt, ez arra mutat, hogy a falu a 11. század elejénél nem keletkezhetett később. Az okleveles korszakban a Balog-Semjén nemzetség családjainak tulajdonában, az egységes birtoktesten belül találjuk.
A település nevét az oklevelek 1252-ben említik először, amikor a Tisza és a Szamos közt fekvő Semjén falu harmadát János fia Tamás a Balog-Semjén nemzetséghez tartozó Ubul fia Mihálynak adta cserébe egy szolgáért és annak fiaiért és lányáért. 1292-ben a Szamos túlsó partján vele szemközt fekvő Szamoskérrel együtt a Kállai család ősi birtoka. (Maksai 160, Borovszky 92.) 1374-ben nevét Kissemjénnek mondják megkülönböztetésül a szomszédos Panyola régi, nevétől és Kállósemjéntől. 1618-ban Kállay Lőrinc és Miklós birtoka. 1709-ben a Kállay család tagjai osztozkodnak birtokaikon. 1848-ig a település birtokosai a Kállay család tagjai.

## Közélete

### Polgármesterei
- 1990–1994: Tóth Ferenc (független)[5]
- 1994–1998: Tóth Ferenc (független)[6]
- 1998–2002: Tóth Ferenc (független)[7]
- 2002–2003: Tóth Ferenc (független)[8]
- 2003–2006: Tóth Ferenc (független)[9]
- 2006–2010: Márton Miklós (független)[10]
- 2010–2014: Koósz József (független)[11]
- 2014–2019: Koósz József (Fidesz-KDNP)[12]
- 2019–2024: Koósz József (Fidesz-KDNP)[13]
- 2024– : Badacsonyi Éva (Fidesz-KDNP)[1]

A településen 2003. december 6-án időközi polgármester-választást tartottak, mert az előző faluvezetőnek – még tisztázást igénylő okból – megszűnt a polgármesteri tisztsége. Ennek ellenére a választáson ő is elindult, és meg is nyerte azt.

## Népesség
A település népességének változása:
| Lakosok száma | 309  | 300  | 290  | 268  | 291  | 274  | 289  |
|               | 2013 | 2014 | 2015 | 2021 | 2022 | 2023 | 2024 |

2001-ben a település lakosságának 93%-a magyar, 7%-a cigány nemzetiségűnek vallotta magát.
A 2011-es népszámlálás során a lakosok 96,1%-a magyarnak, 13,2% cigánynak, 0,4% ukránnak mondta magát (3,9% nem nyilatkozott; a kettős identitások miatt a végösszeg nagyobb lehet 100%-nál). A vallási megoszlás a következő volt: római katolikus 6,8%, református 65,7%, felekezeten kívüli 12,5% (13,9% nem válaszolt).
2022-ben a lakosság 95,9%-a vallotta magát magyarnak, 9,3% cigánynak, 0,3% örménynek, 0,3% németnek, 0,7% egyéb, nem hazai nemzetiségűnek (4,1% nem nyilatkozott; a kettős identitások miatt a végösszeg nagyobb lehet 100%-nál). Vallásuk szerint 2,7% volt római katolikus, 71,1% református, 4,5% görög katolikus, 0,3% egyéb keresztény, 8,6% felekezeten kívüli (12,7% nem válaszolt).

## Nevezetességei
- Református templom